# Philippine Football Federation
De Philippine Football Federation is de nationale voetbalbond van de Filipijnen. De bond is gevestigd in Pasig in de regio Metro Manilla. De Filipijnse voetbalbond organiseert onder andere de nationale voetbalcompetitie. Daarnaast vallen de nationale teams van de Filipijnen, waaronder het Filipijns voetbalelftal en het Filipijns vrouwenvoetbalelftal onder de verantwoordelijkheid van de bond.